# Station Nowy Staw
Station Nowy Staw is een spoorwegstation in de Poolse plaats Nowy Staw.